# Urandiselenid
Urandiselenid ist eine anorganische chemische Verbindung des Urans aus der Gruppe der Selenide. Neben diesem sind mit USe3, U3Se5, U2Se3, U3Se4 und USe noch weitere Uranselenide und mit UOSe noch ein Oxidselenid des Urans bekannt.

## Darstellung
α-Urandiselenid kann durch Reaktion von Urantriselenid mit Wasserstoff bei 700 °C gewonnen werden.
{\displaystyle {\ce {USe3 + H2 -> USe2 + H2Se}}}
β- und γ-Urandiselenid können durch thermischen Abbau von Urantriselenid im Hochvakuum dargestellt werden, wobei bei 760 °C β-Urandiselenid und γ-Urandiselenid bei 575 °C gebildet wird.
{\displaystyle {\ce {USe3 -> USe2 + Se}}}

## Eigenschaften
Urandiselenid ist ein schwarzer, kristalliner Feststoff, der in drei polymorphen Modifikationen vorkommt. Die α-Form besitzt eine tetragonale, die β-Form eine orthorhombische (Blei(II)-chlorid-Typ mit der Raumgruppe Pnma (Raumgruppen-Nr. 62) mit den Gitterkonstanten a = 7,4552 Å, b = 4,2320 Å, c = 8,964 Å und die γ-Form eine hexagonale Kristallstruktur.